# 양도면
양도면(良道面)은 대한민국 인천광역시 강화군의 면이다. 해발 443m의 진강산을 중심으로 남북방향으로 넓은 농경지와 취락이 형성되어 있다. 주소득원은 농업이며, 해안선 6km를 따라 해안순환도로가 건설되었다.

## 개요
양도면은 1413년 조선 태종 13년 ‘위량면’과 ‘상도면’으로 구분되어 있었는데, 상도면이 5개 동, 위량면이 7개 동으로 구성되었다. 1914년 읍면으로 개편할 때 상도면의 길정, 도장, 조산, 능내, 하일 5개리에, 위량면의 건평, 삼흥, 인산, 3개 리를 합쳐 면을 만들고, 면이름은 ‘양’과 ‘도’를 따서 양도면이라 칭하였다. 상도면에는 옛 진강현터가 있어 옛 일을 말하여 주며, 고려말 이래 별대총으로 효종의 애마를 기르던 진강목장은 아직도 사람들의 입에 회자되고 있는 유서가 있는 고장이다.

## 법정리
- 하일리(霞逸里)
- 능내리(陵內里)
- 건평리(乾坪里)
- 인산리(仁山里)
- 삼흥리(三興里)
- 길정리(吉亭里)
- 도장리(道場里)
- 조산리(造山里)

## 교육
- 산마을초등학교
- 양도초등학교
- 조산초등학교
- 동광중학교
- 가톨릭대학교

## 명소
- 가릉
- 곤릉
- 석릉
- 강화 능내리 석실분
- 강화 인산리 석실분
- 건평돈대
- 굴암돈대
- 이건창묘
- 정제두묘
- 인산저수지